# Psilochorus minimus
Psilochorus minimus is een spinnensoort uit de familie trilspinnen (Pholcidae). De soort komt voor in Ecuador.